# Агилар, Эухенио
Эухенио Агилар Гонсалес Батрес (исп. Eugenio Aguilar Gonzalez Batres, 15 ноября 1804 — 23 апреля 1879) — сальвадорский политик, президент Сальвадора в 1846—1848 годах.

## Биография
Посмертный сын Хуана Антонио Агилара и Хуаны де Гонсалес-и-Батрес. Получил медицинское образование.
В 1839 году был избран мэром Сан-Сальвадора. В 1843—1845 годах был ректором Сальвадорского университета.
6 февраля 1846 года законодательное собрание страны собралось для выборов президента (в то время президент выбирался не всеобщим голосованием, а решением высшего законодательного органа). Делегаты были расколоты на различные фракции, и в итоге большинством голосов на пост президента был выбран Эухенио Агилар. Сам он не считал себя достойным для такой должности и полагал, что не имеет состояния в 8000 песо, требующегося согласно 11-й статьи Конституции, и потому 17 февраля объявил об отказе занять пост. Однако 19 февраля собралась специальная комиссия по этому вопросу, и 20 февраля генеральная ассамблея открытым голосованием утвердила его в должности. 21 февраля он принял президентские полномочия от Фермина Паласиоса.
20 марта законодательное собрание приняло решение, что президент должен объехать всю страну, чтобы узнать нужды и требования народа. В тот же день группа эмигрантов из Гондураса и Никарагуа под предводительством Бернабе Сомосы захватила в Ла-Уньон государственное судно «Велос» с грузом оружия и осуществила с него нападение на никарагуанский порт Эль-Реалехо; затем капитан Уильям Ейтс вернулся с судном в Ла-Уньон. Это событие было использовано противниками сальвадорского правительства, попытавшимися связать его с президентом Агиларом. Министру Хосе Марии Сан-Мартину пришлось доказывать никарагуанскому правительству, что сальвадорское правительство не имеет отношения к этому делу. После этого был издан указ, запрещающий нахождение на сальвадорской территории без специального разрешения властей иностранцев, не имеющих паспортов от своих правительств.
После этого власти вновь задумались о вопросах развития страны. Были выделены земли, пригодные для культивирования кофе, открывались учебные заведения, в образовании внедрялась система Ланкастера. Либеральные реформы правительства не понравились епископу Сан-Сальвадора Хорхе де Витери, который организовал беспорядки в столице страны. 12 июля под давлением военных кругов Эухенио Агилар был вынужден вновь передать верховную власть в стране Фермину Паласиосу.
Однако 21 июля по инициативе муниципалитета Сан-Сальвадора и других влиятельных лиц Паласиос вернул верховную власть Агилару, а 29 июля епископ Витери правительственным декретом был изгнан из Сальвадора с запретом возвращаться обратно. Витери нашёл убежище в Гондурасе и там стал подстрекать Франсиско Малеспина взять в свои руки власть в Сальвадоре. Малеспин смог нанять некоторое количество бойцов и напал на город Чалатенанго. 3 ноября Эухенио Агилар издал закон, разрешающий гражданам страны вооружаться и бороться с любыми врагами государства. 25 ноября Франсиско Малеспин был убит в Сан-Фернандо, а 5 декабря были казнены Игнасио Малеспин и ряд его сообщников.
После ноябрьских событий власти вновь сосредоточились на развитии сельского хозяйства и обновлении государственных механизмов. Весной 1847 года президент Агилар вместе с военным министром и министром финансов совершили поездку в Сонсонате и Кускатлан, в ходе которой закупили тысячу ружей для правительственного арсенала.
1 февраля 1848 года Эухенио Агилар передал полномочия Томасу Медине. Вскоре после ухода с поста президента он стал профессором философии в университете. В 1849 году был избран в законодательный орган страны.